# Johann Nepomuk Schaller
Johann Nepomuk Schaller (Vienna, 30 marzo 1777 – Vienna, 16 febbraio 1842) è stato uno scultore austriaco.

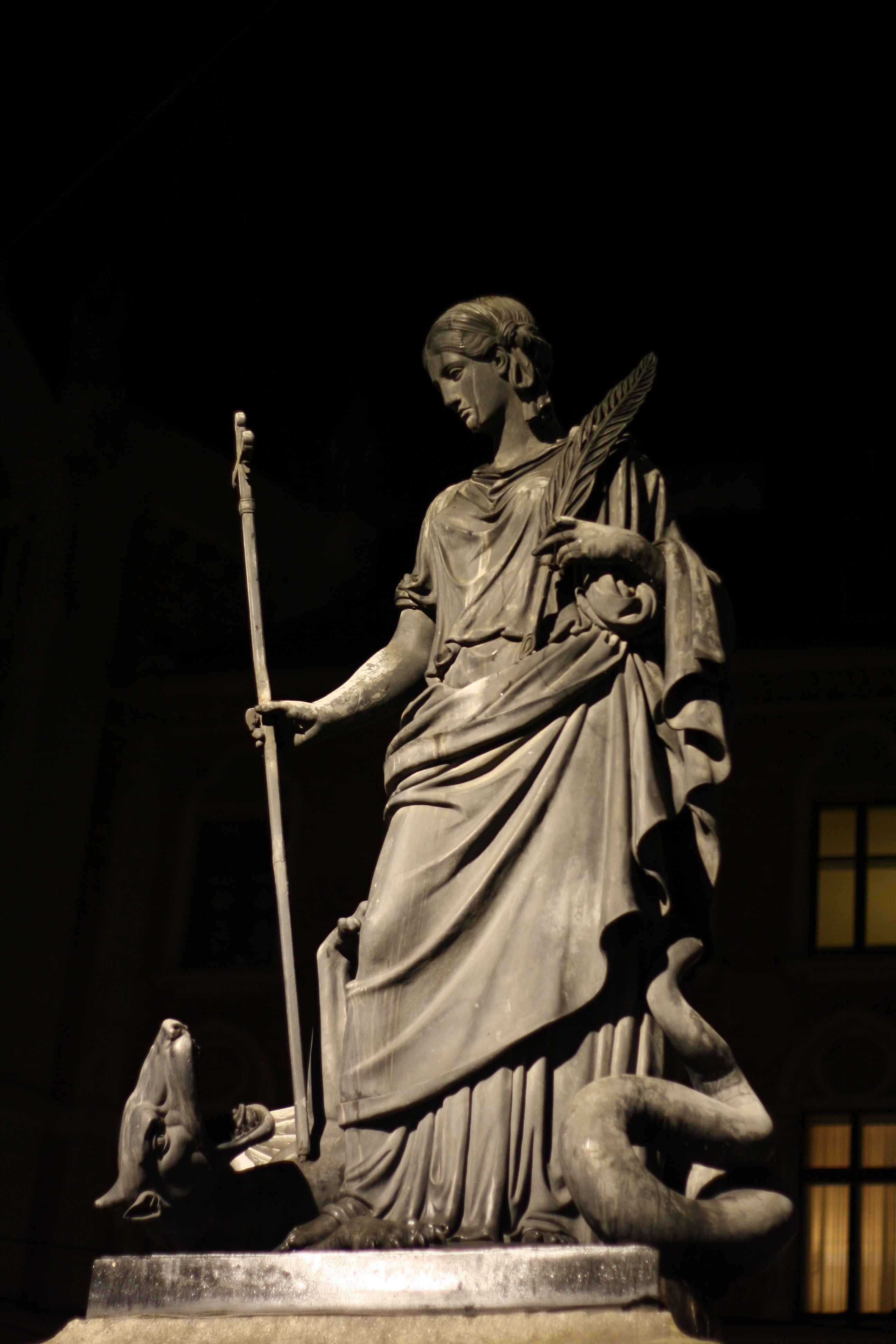
The Margaretenbrunnen at night

La sua opera più famosa è un busto di Beethoven, creato su richiesta dell'amico compositore Karl Holz. Successivamente fu donato alla Royal Philharmonic Society, a Londra, in occasione del Centenario di Beethoven.

## Biografia
Era il fratello minore del pittore Anton Ferdinand Schaller (1773-1844). Dal 1789 frequentò l'Accademia di Belle Arti di Vienna, dove studiò con Hubert Maurer. Nel 1791 divenne apprendista alla Manifattura di porcellane di Vienna. L'anno seguente iniziò a studiare scultura con Franz Anton von Zauner. Nel 1811 era diventato il capo della modellazione nella manifattura. Nonostante la sua svolta verso la scultura, mantenne il suo amore per la porcellana e lavorò come consulente artistico per la manifattura per il resto della sua vita.
Dal 1812 al 1823 visse a Roma con una borsa del Principe Metternich, ottenuta per lui da un mecenate, il conte Carl Ludwig Cobenzl. Mentre si trovava lì acquisì familiarità con il movimento dei Nazareni ed ebbe contatti professionali con Antonio Canova e Bertel Thorvaldsen. Rifiutò gentilmente un'offerta da parte del re Ludovico I di Baviera di andare a lavorare per lui a Monaco.
Nel 1823 tornò a Vienna, dopo aver accettato una posizione come professore di scultura presso l'Accademia. Il suo allievo più famoso fu Joseph Gasser von Valhorn. Morì dopo una breve malattia che non si credeva fosse grave. Una strada nel quartiere viennese di Meidling è stata intitolata a lui nel 1907.

## Grandi opere selezionate
- Der jugendliche Amor (Il giovane Cupido) (Vienna, Österreichische Galerie Belvedere, Inv. Nr. 4202), 1815/16
- Bellerophon im Kampf mit der Chimaira (Bellerofonte che combatte con la Chimera) (Vienna, Österreichische Galerie Belvedere), 1821
- Statua di Andreas Hofer, (Hofkirche, Innsbruck, 1827–33
- Margaretenbrunnen (Margherita la Vergine, fontana), Vienna, 1836